# Ба Моко
Ба Моко (фр. Bas-Mauco) насеље је и општина у југозападној Француској у региону Аквитанија, у департману Ланд која припада префектури Мон де Марсан.
По подацима из 2011. године у општини је живело 331 становника, а густина насељености је износила 28,78 становника/km². Општина се простире на површини од 11,5 km². Налази се на средњој надморској висини од 60 метара (максималној 74 m, а минималној 35 m).

## Демографија
| 1962. | 1968. | 1975. | 1982. | 1990. | 1999. | 2011. |
| ----- | ----- | ----- | ----- | ----- | ----- | ----- |
| 81    | 116   | 129   | 160   | 242   | 277   | 331   |

График промене броја становника у току последњих година